# Cubierta de la rueda de repuesto
La cubierta de la rueda de repuesto es un accesorio que sirve para cubrir la rueda de repuesto cuando va montada en la parte exterior de un vehículo. En los modelos con tracción en las cuatro ruedas, la rueda de repuesto normalmente está montada en la parte trasera, y a menudo, la cubierta con la que se protege está impresa con el nombre de un distribuidor o con cualquier otro motivo gráfico. Pueden ser cubiertas rígidas o cubiertas de tela de vinilo.
Su función es proteger el neumático de repuesto de la suciedad y del efecto dañino de la radiación ultravioleta procedente del sol en áreas con muchos días de luz solar. Para mantenerse en buen estado, las cubiertas de las ruedas de repuesto deben quitarse de vez en cuando y limpiarse.

## Galería de fotos

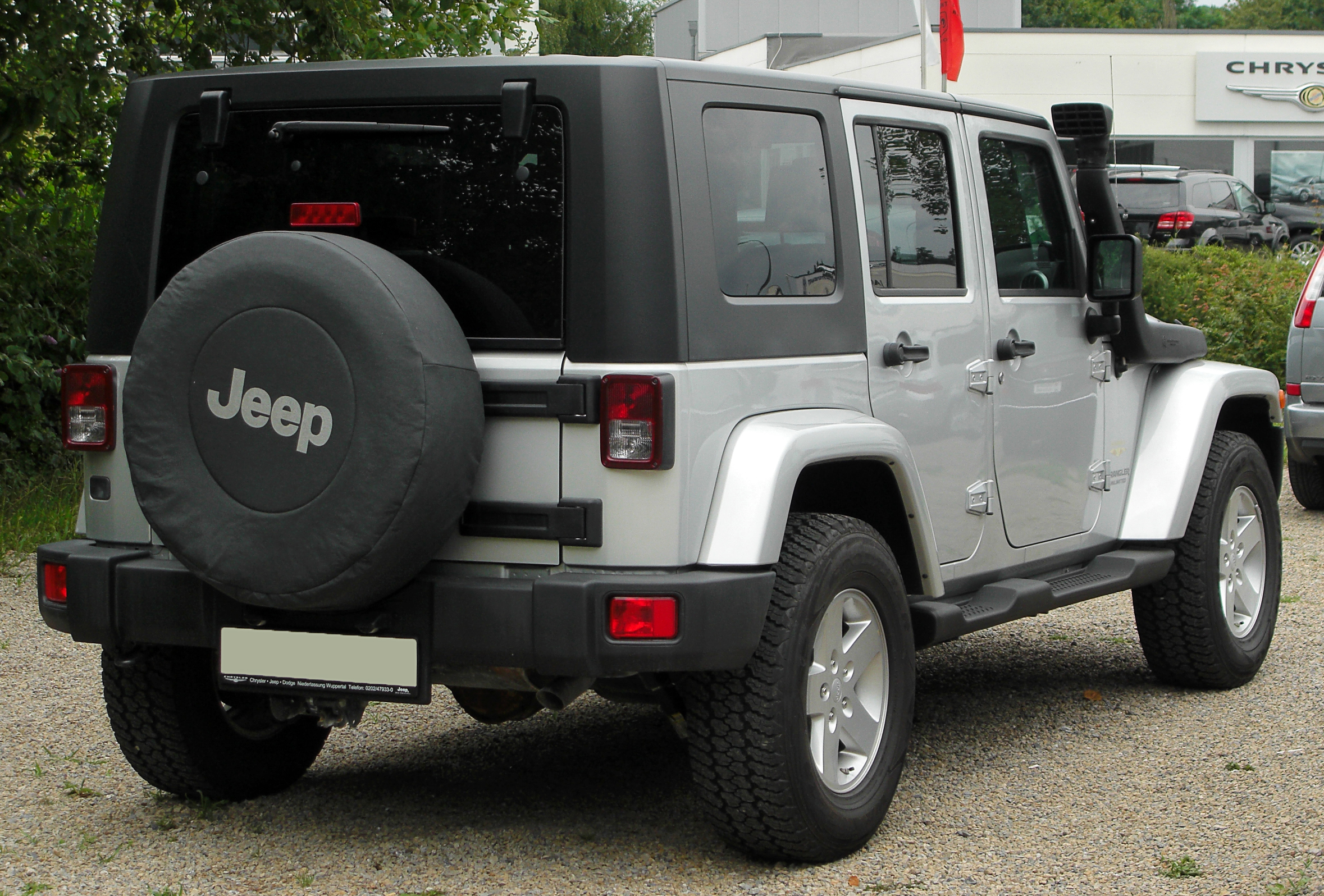
Cubierta de la rueda de repuesto de un Jeep Wrangler con publicidad
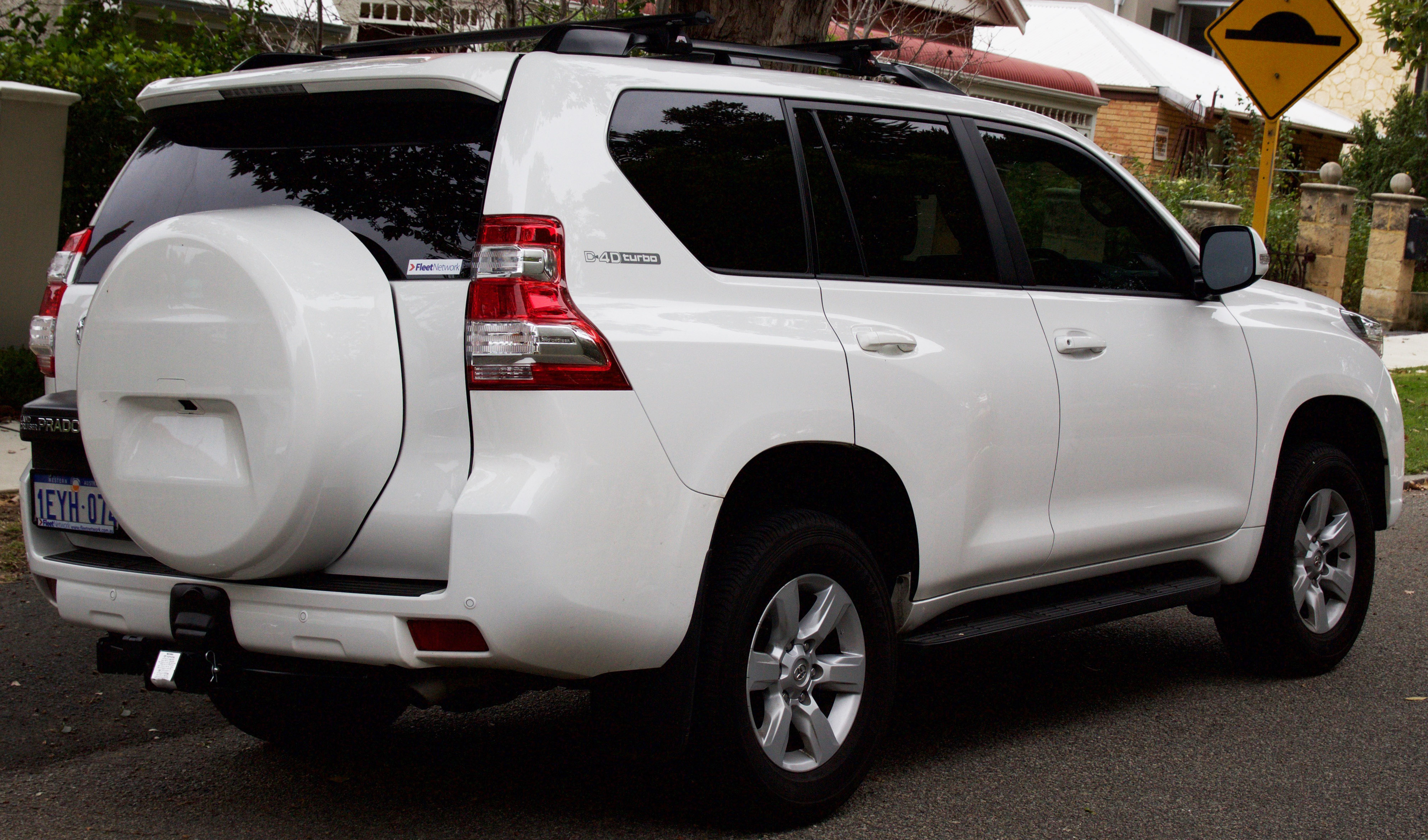
Toyota Land Cruiser Prado (2015) con la carcasa de la rueda de repuesto del color de la carrocería
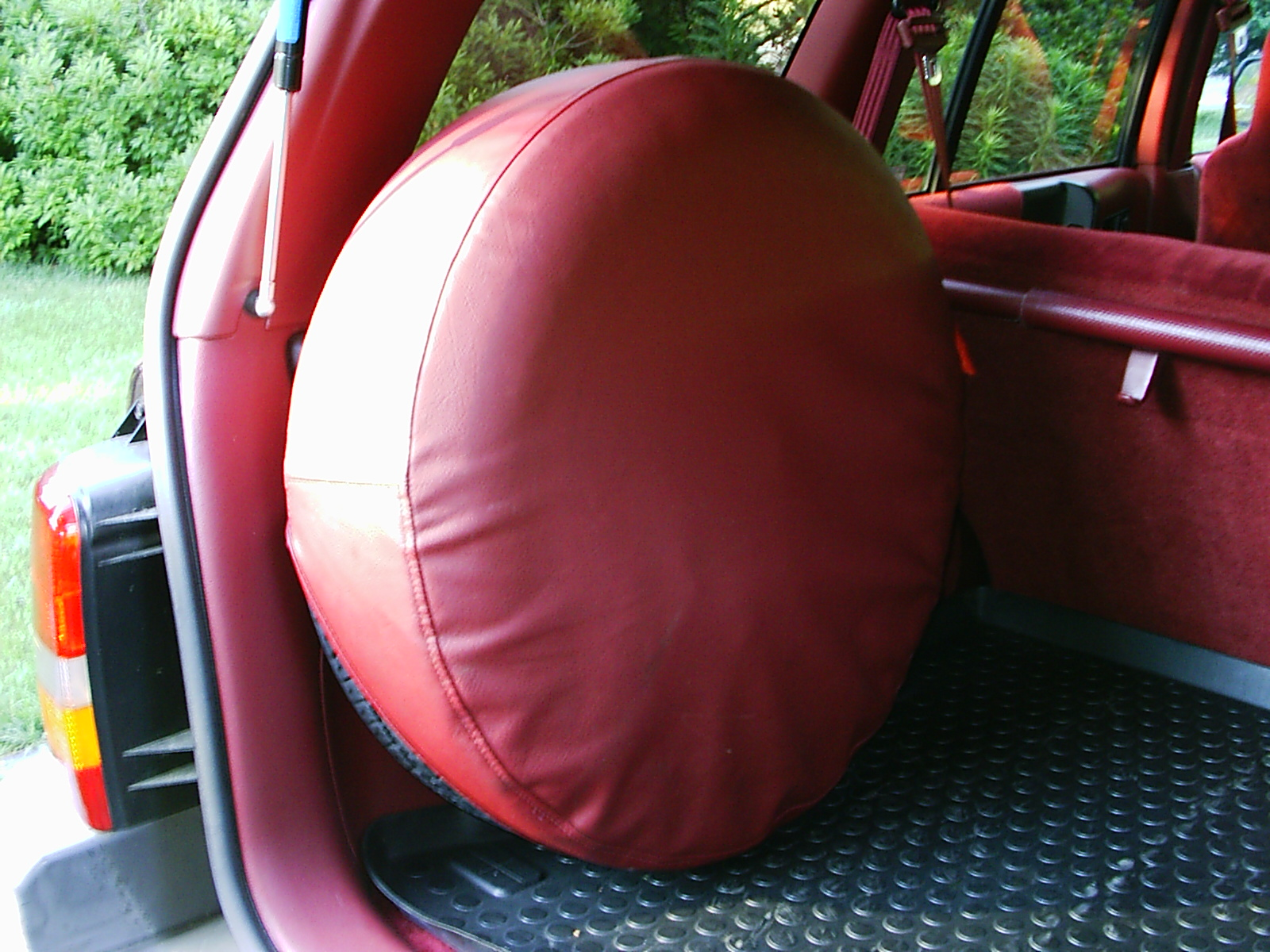
Rueda de repuesto de tamaño completo, con cubierta, montada en el espacio de carga de un Jeep Grand Cherokee de 1993
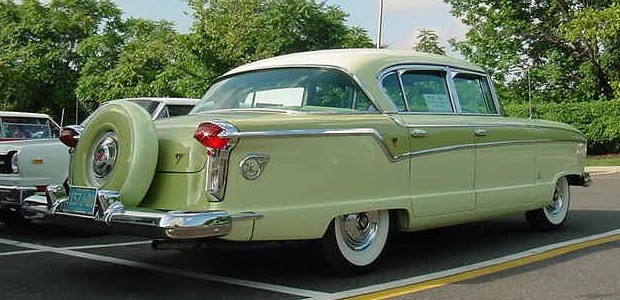
Nash sedán de 1956 con color de fábrica a juego del cofre de su rueda de repuesto Continental
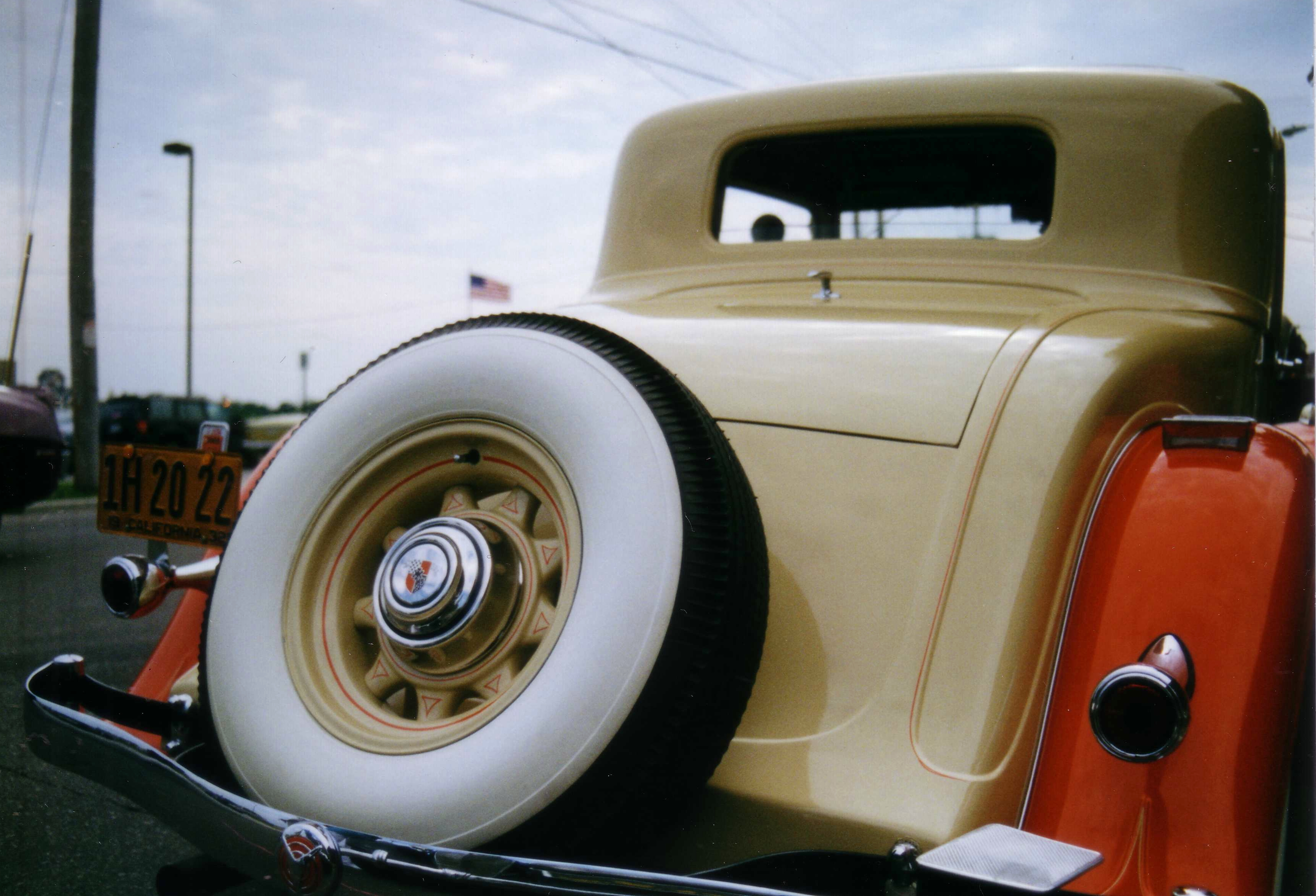
Nash Ambassador de 1932 con rueda de repuesto a juego con sus neumáticos de banda blanca
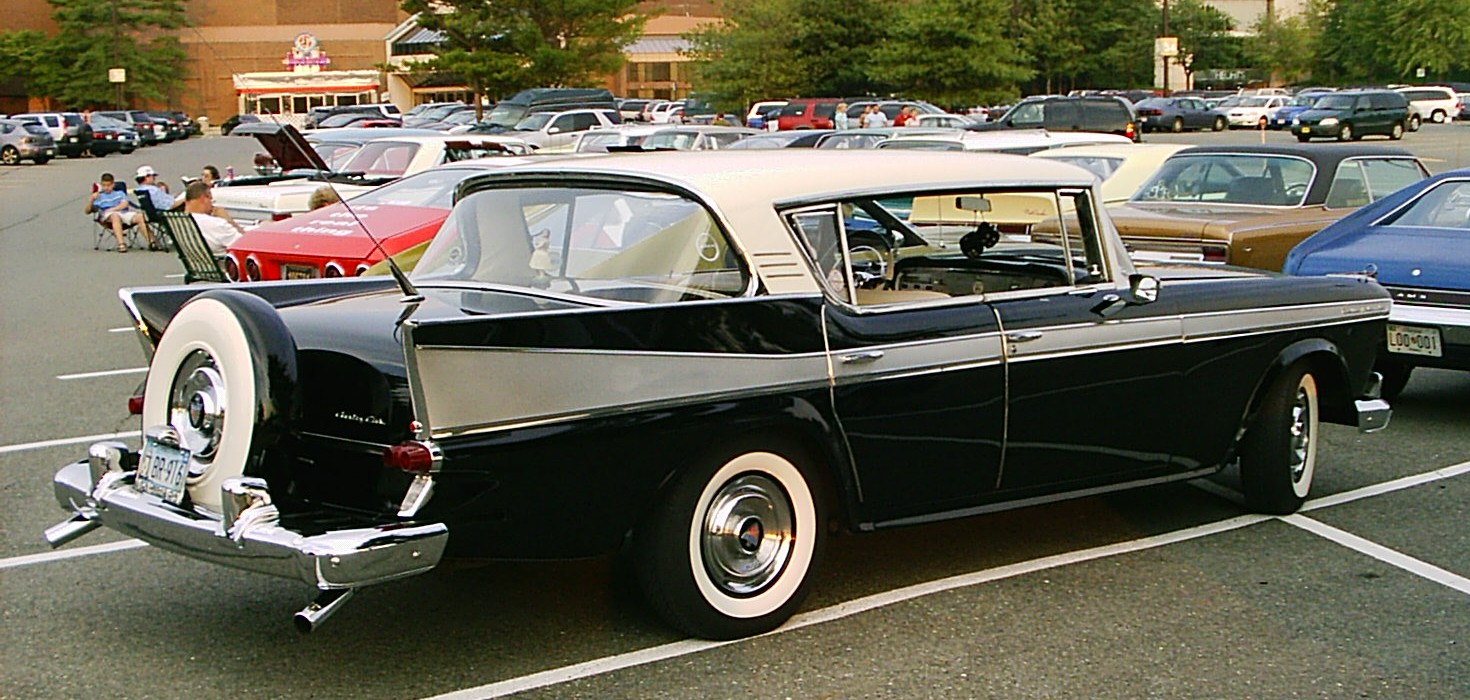
Ambassador by Rambler de 1958 con su rueda de repuesto Continental
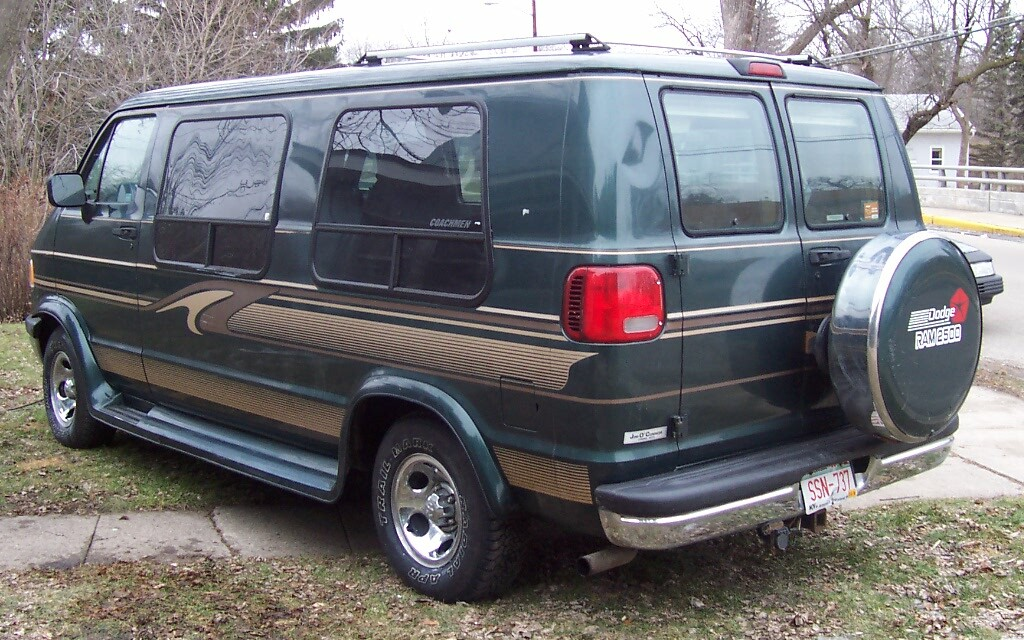
Versión moderna de una rueda de repuesto montada en la parte trasera exterior de una furgoneta
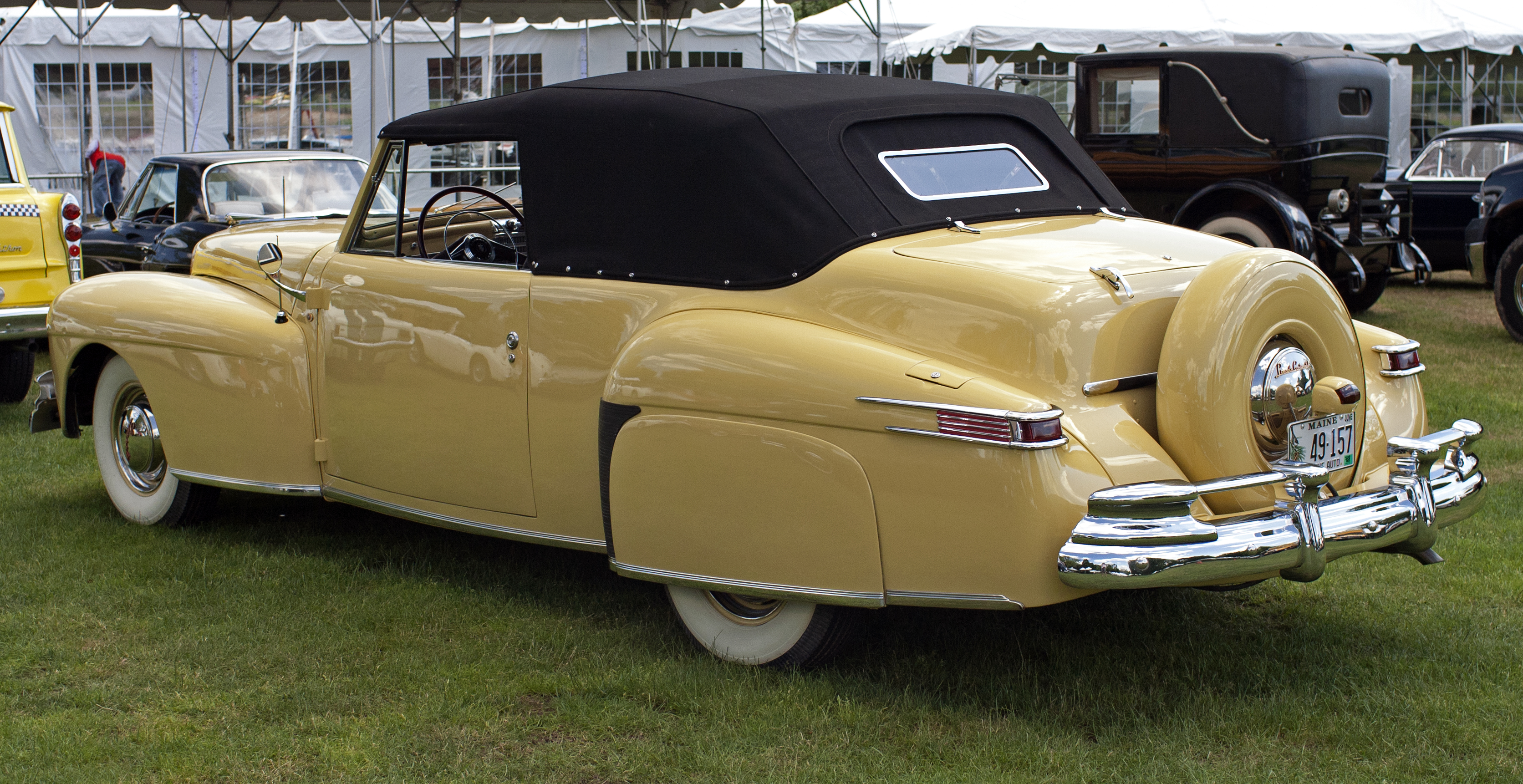
Lincoln Continental con la rueda a la que dio nombre
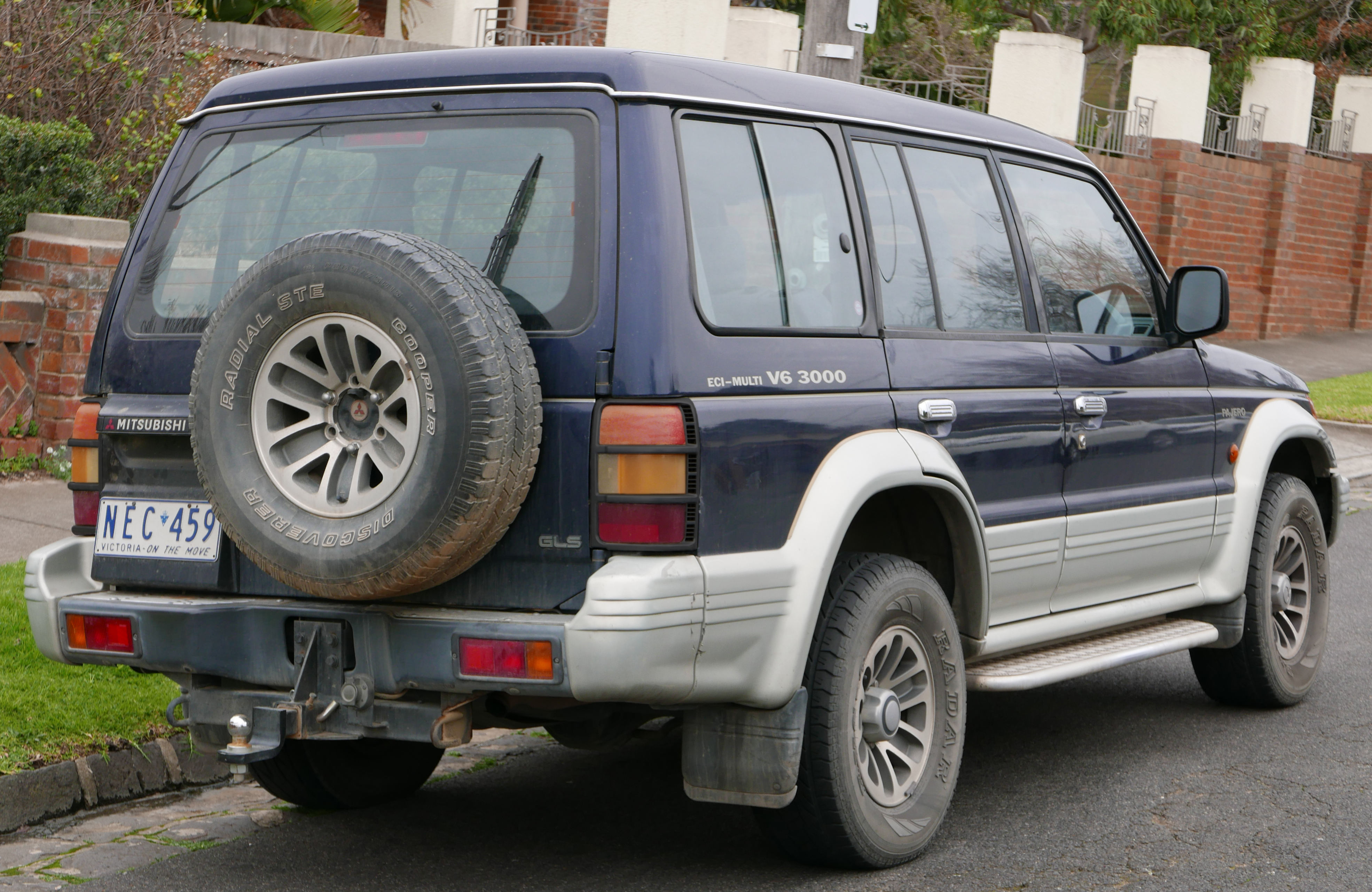
Mitsubishi Montero GLS de 1994 con la rueda de repuesto sin cubierta